# 東レ パン・パシフィック・オープン・テニストーナメント
東レ パン・パシフィック・オープン・テニストーナメント（とうレ パン・パシフィック・オープン・テニストーナメント、Toray Pan Pacific Open Tennis Tournament）は、毎年10月に日本で開催されているWTAツアー大会の一つ。日本最大の国際女子プロテニス大会である。略称は東レPPOテニス。トーナメントカテゴリーはWTA500。

## 歴史

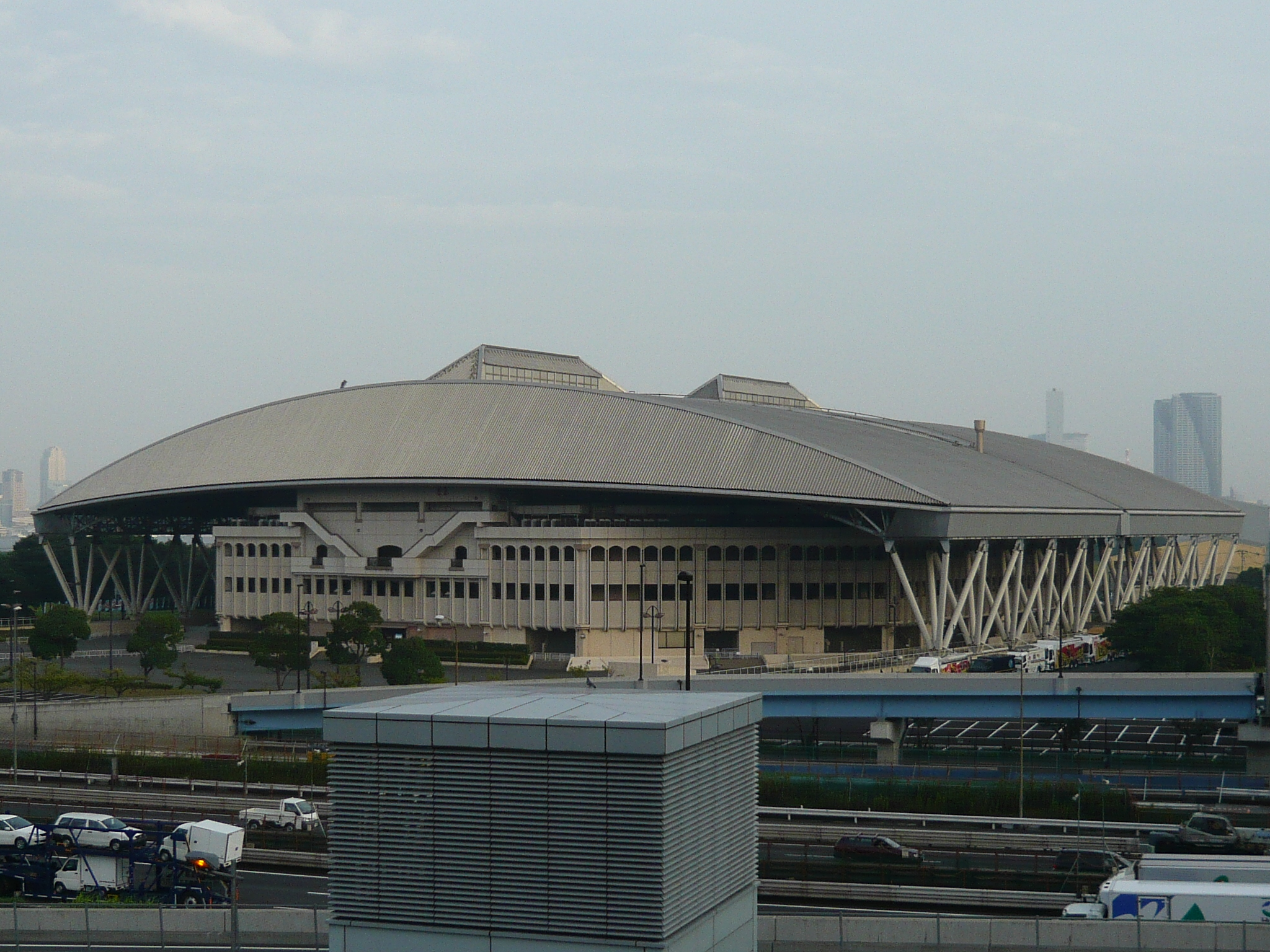
有明コロシアム

主催は東レ・パン・パシフィック・テニス実行委員会（ADKマーケティング・ソリューションズ他）、特別協賛は東レ株式会社。前身となる大会は1973年より開催された日本初の女子プロテニスサーキット「東レシルックトーナメント」で、この大会は東京12チャンネルで中継されていた。
1984年にアジア初で最大の国際女子公式戦である「東レ・パン・パシフィック・テニス」に生まれ変わり、放送局もTBSに変更となった。最初の2回は年末の12月に行われ、何度かの開催時期変更を経て、1990年からは全豪オープン終了直後の1月末から2月初頭（第1週）開催で定着した。トーナメントカテゴリーは1992年までWTAティアIIだったが、1993年からWTAティアIに昇格した。
会場は東京体育館（渋谷区）が使用できない場合、代々木第二体育館（渋谷区）、湘南スポーツセンター（藤沢市）、青山学院記念館（渋谷区）、早稲田大学記念会堂（新宿区）、横浜アリーナ（横浜市）などが使用された。
真夏の南半球メルボルンから即座に真冬の北半球東京へ移動するスケジュールは、この大会に出場する女子選手たちにとってハードな調整が要求された。また、この大会で使用されていた人工芝コート「東レ・スパックターフ」は世界最速ともいわれるほどの超高速サーフェスであった。2007年は、日本国内の大会では初めてオンコート・コーチングが実施された。
2008年以降はWTAの決定により、アジアで行われる大会を9月に集中して開催することを決定。これにより全米オープン後の9月中旬・下旬（年によっては10月初頭におよぶ）開催となり、会場も有明テニスの森公園に変更されることとなった。2008年は9月中旬に開催され、国内のツアー大会では初めて、ビデオ判定制度「ホーク・アイ」が導入された。
2009年からトーナメントカテゴリーがWTAプレミア5（現:WTA1000）に、開催期間も9月下旬に変更され、同じ有明テニスの森公園で行われる男子・ジャパン・オープン・テニス選手権「楽天オープン」の開催日程の都合で決勝戦がこれまでの日曜日から土曜日に1日繰り上がった。
2014年当初、本大会はWTAツアー日程から外され、同週の大会に武漢で武漢オープンが行われることが決まり、大会の存続が危ぶまれていたが、カールスバッドで開催されていた南カリフォルニア・オープンの権利を借りて2014年度以降も開催されることが決定した。これまでより1週前の9月第3週の開催になり、トーナメントカテゴリーはWTAプレミア5からWTAプレミア（現:WTA500）に降格となった。決勝戦は日曜日に戻っている。
2020年東京オリンピックへ向けて施設改修工事に入った有明に代わって、2018年はアリーナ立川立飛（立川市）で開催され、2019年は靱テニスセンター（大阪市）で開催された。2020年・2021年はコロナの影響で中止。

## 優勝杯

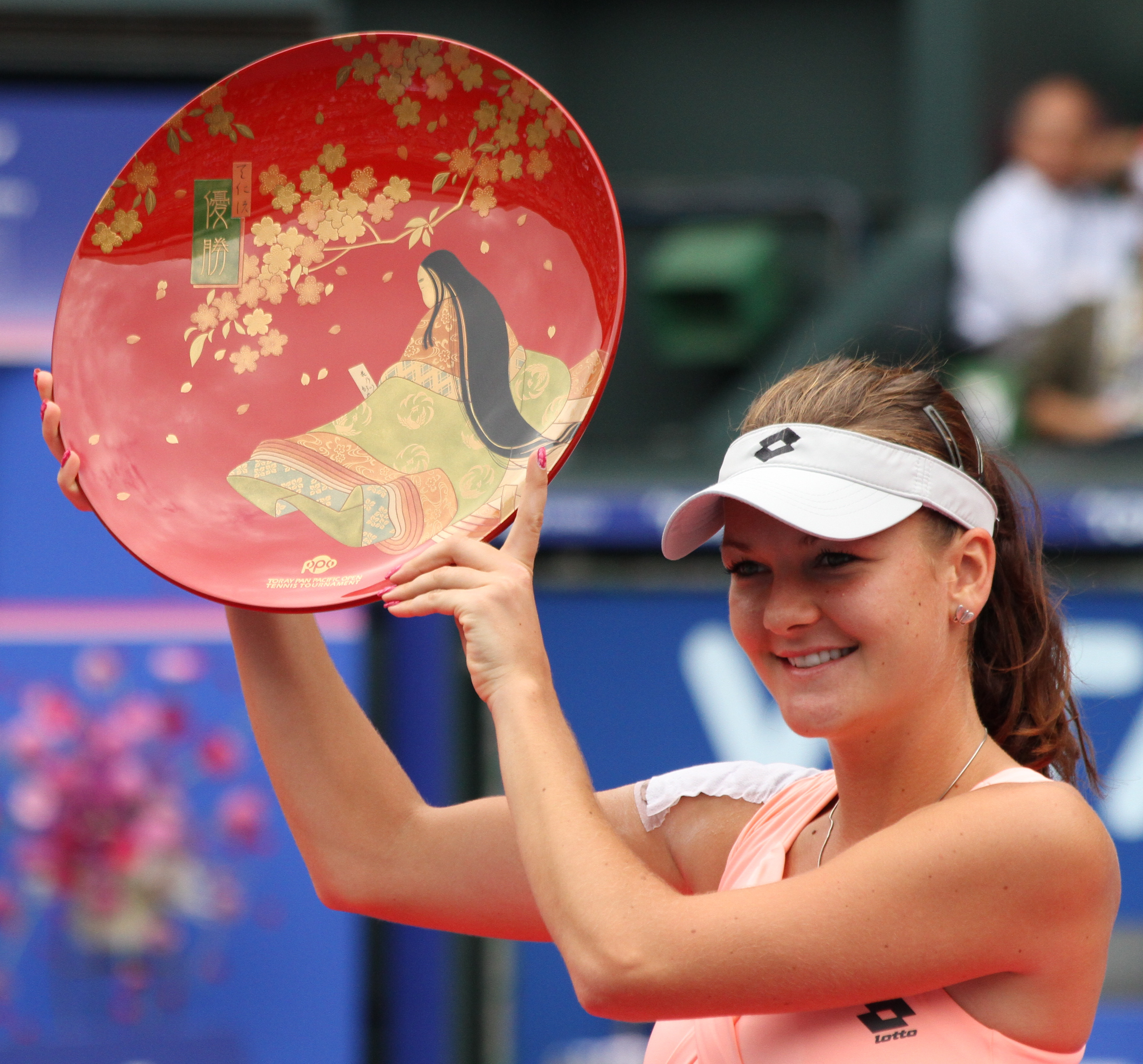
2011年シングルス優勝のアグニエシュカ・ラドワンスカ

優勝者に贈られるトロフィーは、日本開催の大会にふさわしく蒔絵が施された漆器の皿（シングルス）と羽子板（ダブルス）になっている。（2003年以降）
また、プレゼンターは東レキャンペーンガールが務める。

## 放送
- TV放送はTBSをキー局にJNN系列28局ネットで中継録画していた。
  - 2008年までは週末の午後、1時間30分の番組として放送された。（日曜日はほぼ「別府大分毎日マラソン大会」の後に放送した。）
  - 2009年以後は土曜日のみ全国ネットの放送となり、「オールスター感謝祭」と並ぶように特番が集中していた。
  - 2011年以降は前の「CBCスペシャルドラマ」が別の週の土曜日に移行した。
  - 2017年はBS-TBSで準決勝以降を生中継で放送した。またDAZNでも配信されていた。
  - 2018年はWOWOWが放映権を取得した為、TBSでは録画放送となった。
- CS放送では2017年までGAORAが準々決勝までを生中継（一部ニアライブになる場合あり）、準決勝以降を録画で放送していた。

## 大会歴代優勝者

### シングルス
| 年   | 優勝者                       | 準優勝者                         | 決勝結果         |
| ---- | ---------------------------- | -------------------------------- | ---------------- |
| 1984 | マニュエラ・マレーバ         | クラウディア・コーデ＝キルシュ   | 3-6, 6-4, 6-4    |
| 1985 | マニュエラ・マレーバ         | ボニー・ガドゥセク               | 7-6, 3-6, 7-5    |
| 1986 | シュテフィ・グラフ           | マニュエラ・マレーバ             | 6-4, 6-2         |
| 1987 | ガブリエラ・サバティーニ     | マニュエラ・マレーバ             | 6-4, 7-6         |
| 1988 | パム・シュライバー           | ヘレナ・スコバ                   | 7-5, 6-1         |
| 1989 | マルチナ・ナブラチロワ       | ロリ・マクニール                 | 7-6, 3-6, 7-6    |
| 1990 | シュテフィ・グラフ           | アランチャ・サンチェス・ビカリオ | 6-1, 6-2         |
| 1991 | ガブリエラ・サバティーニ     | マルチナ・ナブラチロワ           | 2-6, 6-2, 6-4    |
| 1992 | ガブリエラ・サバティーニ     | マルチナ・ナブラチロワ           | 6-2, 4-6, 6-2    |
| 1993 | マルチナ・ナブラチロワ       | ラリサ・ネーランド               | 6-2, 6-2         |
| 1994 | シュテフィ・グラフ           | マルチナ・ナブラチロワ           | 6-2, 6-4         |
| 1995 | 伊達公子                     | リンゼイ・ダベンポート           | 6-1, 6-2         |
| 1996 | イバ・マヨリ                 | アランチャ・サンチェス・ビカリオ | 6-4, 6-1         |
| 1997 | マルチナ・ヒンギス           | シュテフィ・グラフ               | 不戦勝           |
| 1998 | リンゼイ・ダベンポート       | マルチナ・ヒンギス               | 6-3, 6-3         |
| 1999 | マルチナ・ヒンギス           | アマンダ・クッツァー             | 6-2, 6-1         |
| 2000 | マルチナ・ヒンギス           | サンドリーヌ・テスチュ           | 6-3, 7-5         |
| 2001 | リンゼイ・ダベンポート       | マルチナ・ヒンギス               | 6-7(4), 6-4, 6-2 |
| 2002 | マルチナ・ヒンギス           | モニカ・セレシュ                 | 7-6(6), 4-6, 6-3 |
| 2003 | リンゼイ・ダベンポート       | モニカ・セレシュ                 | 6-7(6), 6-1, 6-2 |
| 2004 | リンゼイ・ダベンポート       | マグダレナ・マレーバ             | 6-4, 6-1         |
| 2005 | マリア・シャラポワ           | リンゼイ・ダベンポート           | 6-1, 3-6, 7-6(5) |
| 2006 | エレーナ・デメンチェワ       | マルチナ・ヒンギス               | 6-2, 6-0         |
| 2007 | マルチナ・ヒンギス           | アナ・イバノビッチ               | 6-4, 6-2         |
| 2008 | ディナラ・サフィナ           | スベトラーナ・クズネツォワ       | 6-1, 6-3         |
| 2009 | マリア・シャラポワ           | エレナ・ヤンコビッチ             | 5-2 途中棄権     |
| 2010 | キャロライン・ウォズニアッキ | エレーナ・デメンチェワ           | 1-6, 6-2, 6-3    |
| 2011 | アグニエシュカ・ラドワンスカ | ベラ・ズボナレワ                 | 6-3, 6-2         |
| 2012 | ナディア・ペトロワ           | アグニエシュカ・ラドワンスカ     | 6–0, 1–6, 6–3    |
| 2013 | ペトラ・クビトバ             | アンゲリク・ケルバー             | 6-2, 0-6, 6-3    |
| 2014 | アナ・イバノビッチ           | キャロライン・ウォズニアッキ     | 6–2, 7–6(2)      |
| 2015 | アグニエシュカ・ラドワンスカ | ベリンダ・ベンチッチ             | 6–2, 6–2         |
| 2016 | キャロライン・ウォズニアッキ | 大坂なおみ                       | 7–5, 6–3         |
| 2017 | キャロライン・ウォズニアッキ | アナスタシア・パブリュチェンコワ | 6–0, 7–5         |
| 2018 | カロリナ・プリスコバ         | 大坂なおみ                       | 6–4, 6–4         |
| 2019 | 大坂なおみ                   | アナスタシア・パブリュチェンコワ | 6–2, 6–3         |
| 2022 | リュドミラ・サムソノワ       | 鄭欽文                           | 7–5, 7–5         |
| 2023 | ベロニカ・クデルメトワ       | ジェシカ・ペグラ                 | 7–5, 6–1         |
| 2024 | 鄭欽文                       | ソフィア・ケニン                 | 7–6[5], 6–3      |

### ダブルス
| 年   | 優勝者                                                        | 準優勝者                                                        | 決勝結果            |
| ---- | ------------------------------------------------------------- | --------------------------------------------------------------- | ------------------- |
| 1984 | クラウディア・コーデ＝キルシュ ヘレナ・スコバ                 | エリザベス・スマイリー カトリーヌ・タンビエ                     | 6-4, 6-4            |
| 1985 | クラウディア・コーデ＝キルシュ ヘレナ・スコバ                 | エリザベス・スマイリー マルセラ・メスカー                       | 6-0, 6-4            |
| 1986 | シュテフィ・グラフ ベッティーナ・バンジ                       | マニュエラ・マレーバ カテリナ・マレーバ                         | 6-1, 6-7, 6-2       |
| 1987 | アン・ホワイト ロビン・ホワイト                               | マニュエラ・マレーバ カテリナ・マレーバ                         | 6-1, 6-4            |
| 1988 | パム・シュライバー ヘレナ・スコバ                             | ジジ・フェルナンデス ロビン・ホワイト                           | 4-6, 6-2, 7-6       |
| 1989 | ジーナ・ガリソン カトリナ・アダムズ                           | クラウディア・コーデ＝キルシュ メアリー・ジョー・フェルナンデス | 6-3, 3-6, 7-6       |
| 1990 | ジジ・フェルナンデス エリザベス・スマイリー                   | レイチェル・マッキラン ジョアン・フォール                       | 6-2, 6-2            |
| 1991 | キャシー・ジョーダン エリザベス・スマイリー                   | メアリー・ジョー・フェルナンデス ロビン・ホワイト               | 4-6, 6-0, 6-3       |
| 1992 | アランチャ・サンチェス・ビカリオ ヘレナ・スコバ               | マルチナ・ナブラチロワ パム・シュライバー                       | 7-5, 6-1            |
| 1993 | マルチナ・ナブラチロワ ヘレナ・スコバ                         | ロリ・マクニール レネ・スタブス                                 | 6-4, 6-3            |
| 1994 | パム・シュライバー エリザベス・スマイリー                     | マルチナ・ナブラチロワ マノン・ボーラグラフ                     | 6-3, 3-6, 7-6(3)    |
| 1995 | ジジ・フェルナンデス ナターシャ・ズベレワ                     | リンゼイ・ダベンポート レネ・スタブス                           | 6-0, 6-3            |
| 1996 | ジジ・フェルナンデス ナターシャ・ズベレワ                     | イリナ・スピールリア マリアン・デスウォート                     | 7-6(7), 6-3         |
| 1997 | リンゼイ・ダベンポート ナターシャ・ズベレワ                   | マルチナ・ヒンギス ジジ・フェルナンデス                         | 6-4, 6-3            |
| 1998 | マルチナ・ヒンギス ミリヤナ・ルチッチ                         | リンゼイ・ダベンポート ナターシャ・ズベレワ                     | 7-5, 6-4            |
| 1999 | リンゼイ・ダベンポート ナターシャ・ズベレワ                   | マルチナ・ヒンギス ヤナ・ノボトナ                               | 6-2, 6-3            |
| 2000 | マルチナ・ヒンギス マリー・ピエルス                           | ナタリー・トージア アレクサンドラ・フセ                         | 6-4, 6-1            |
| 2001 | リサ・レイモンド レネ・スタブス                               | アンナ・クルニコワ イロダ・ツルヤガノワ                         | 7-6(5), 2-6, 7-6(6) |
| 2002 | リサ・レイモンド レネ・スタブス                               | エルス・カレンズ ロベルタ・ビンチ                               | 6-1, 6-1            |
| 2003 | レネ・スタブス エレーナ・ボビナ                               | リサ・レイモンド リンゼイ・ダベンポート                         | 6-3, 6-4            |
| 2004 | レネ・スタブス カーラ・ブラック                               | エレーナ・リホフツェワ マグダレナ・マレーバ                     | 6-0, 6-1            |
| 2005 | エレーナ・リホフツェワ ヤネッテ・フサロバ                     | リンゼイ・ダベンポート コリーナ・モラリュー                     | 6-4, 6-3            |
| 2006 | リサ・レイモンド サマンサ・ストーサー                         | レネ・スタブス カーラ・ブラック                                 | 6-2, 6-1            |
| 2007 | リサ・レイモンド サマンサ・ストーサー                         | レネ・スタブス バニア・キング                                   | 7-6(6), 3-6, 7-5    |
| 2008 | ナディア・ペトロワ バニア・キング                             | リサ・レイモンド サマンサ・ストーサー                           | 6-1, 6-4            |
| 2009 | アリサ・クレイバノワ フランチェスカ・スキアボーネ             | ダニエラ・ハンチェコバ 杉山愛                                   | 6-4, 6-2            |
| 2010 | イベタ・ベネソバ バルボラ・ザフラボバ・ストリコバ             | シャハー・ピアー 彭帥                                           | 6–4, 4–6, [10–8]    |
| 2011 | リーゼル・フーバー リサ・レイモンド                           | ヒセラ・ドゥルコ フラビア・ペンネッタ                           | 7–6(4), 0–6, [10–6] |
| 2012 | ラケル・コップス＝ジョーンズ アビゲイル・スピアーズ           | アンナ＝レナ・グローネフェルト クベタ・ペシュケ                 | 6–1, 6–4            |
| 2013 | カーラ・ブラック サニア・ミルザ                               | 詹皓晴 リーゼル・フーバー                                       | 4-6, 6-0, [11-9]    |
| 2014 | カーラ・ブラック サニア・ミルザ                               | カルラ・スアレス・ナバロ ガルビネ・ムグルサ                     | 6–2, 7–5            |
| 2015 | ガルビネ・ムグルサ カルラ・スアレス・ナバロ                   | 詹詠然 詹皓晴                                                   | 7–5, 6–1            |
| 2016 | サニア・ミルザ バルボラ・ストリコバ                           | 梁晨 楊釗煊                                                     | 6–1, 6–1            |
| 2017 | アンドレヤ・クレパーチ マリア・ホセ・マルティネス・サンチェス | ダリア・ガブリロワ ダリア・カサトキナ                           | 6–3, 6–2            |
| 2018 | 加藤未唯 二宮真琴                                             | アンドレア・セスティニ・フラバーチコバ バルボラ・ストリコバ     | 6–4, 6–4            |
| 2019 | 詹皓晴 ラティシア・チャン                                     | 謝淑薇 謝淑映                                                   | 7–5, 7–5            |
| 2022 | Gabriela Dabrowski Giuliana Olmos                             | Nicole Melichar-Martinez Ellen Perez                            | 6–4, 6–4            |
| 2023 | Ulrikke Eikeri Ingrid Neel                                    | 穂積絵莉 二宮真琴                                               | 3–6, 7–5, [10–5]    |
| 2024 | 青山修子 穂積絵莉                                             | 柴原瑛菜 Laura Siegemund                                        | 6–4, 7–6            |